# Bad Cowboy
Pour les articles homonymes, voir Cowboy.
Albums de Seth Gueko
Michto
(2011) Professeur Punchline
(2015)
Singles
1. Paranoïak
Sortie : 11 mars 2013

Bad Cowboy est le troisième album studio du rappeur français Seth Gueko sorti le 6 mai 2013 chez Warner Music et se classe numéro un des ventes d'album en France la semaine de sa sortie. 

## Liste des titres
| 1.    | Open Bar                                            | Hits Alive   | 2:08 |
| 2.    | Interlude Bigard (interprété par Jean-Marie Bigard) |              | 0:16 |
| 3.    | Bulldozer                                           | Macfly       | 3:22 |
| 4.    | Paranoïak                                           | Hits Alive   | 3:45 |
| 5.    | Thug Sexe                                           | Redrumusic   | 3:17 |
| 6.    | Lève les draps (feat. Orelsan)                      | Hits Alive   | 3:50 |
| 7.    | Aboudouflash                                        | Mr. Cue      | 3:38 |
| 8.    | Barbeuk                                             | Tefa, Greg K | 3:32 |
| 9.    | La Chatte à Mireille (feat. Niro)                   | Hits Alive   | 3:48 |
| 10.   | Dodo la saumure                                     | Redrumusic   | 3:18 |
| 11.   | B.R.N (feat. Kery James)                            | Hype Beatz   | 3:43 |
| 12.   | Farang Seth                                         | Hits Alive   | 3:57 |
| 13.   | Ma Dalton (feat. Soprano)                           | Medeline     | 4:31 |
| 14.   | Zdededegirl                                         | DN           | 4:01 |
| 15.   | Golden Shower                                       | Hits Alive   | 3:46 |
| 16.   | Paco Rayban (feat. Lacrim, Mac Tyer & Rim'K)        | Macfly       | 4:25 |
| 17.   | Sale temps pour un cabot                            | Hits Alive   | 3:17 |
| 18.   | Le machin (feat. Alkpote & Zekwé Ramos)             | Redrumusic   | 3:52 |
| 72:00 |                                                     |              |      |

note16
| iTunes Bonus Track | iTunes Bonus Track   | iTunes Bonus Track | iTunes Bonus Track | iTunes Bonus Track | iTunes Bonus Track | iTunes Bonus Track | iTunes Bonus Track | iTunes Bonus Track | iTunes Bonus Track |
| No                 | Titre                | Compositeur(s)     | Durée              |                    |                    |                    |                    |                    |                    |
| ------------------ | -------------------- | ------------------ | ------------------ | ------------------ | ------------------ | ------------------ | ------------------ | ------------------ | ------------------ |
| 19.                | Professeur Punchline | Hits Alive         | 3:30               |                    |                    |                    |                    |                    |                    |
| 75:00              |                      |                    |                    |                    |                    |                    |                    |                    |                    |

## Classement hebdomadaire
| Classement (2013)            | Meilleure position |
| ---------------------------- | ------------------ |
| France (SNEP)                | 1                  |
| Belgique (Wallonie Ultratop) | 53                 |

## Positions des pistes dans le classement
| Titre     |    |
| --------- | -- |
| Paranoïak | 57 |

## Clips
| Titre                                       | Année             | Réalisateur          |
| ------------------------------------------- | ----------------- | -------------------- |
| Le machin (featuring Alkpote & Zekwé Ramos) | 19 octobre 2012   | 420 Workshop         |
| Dodo la saumure                             | 16 février 2013   | Chris Macari         |
| Paranoïak                                   | 11 mars 2013      | NC                   |
| Lève les draps (featuring Orelsan)          | 29 avril 2013     | DKPIt                |
| Farang Seth                                 | 24 mai 2013       | French Cut           |
| Barbeuk                                     | 5 juillet 2013    | The Motion Fighters  |
| La Chatte à Mireille (featuring Niro)       | 30 août 2013      | Anthony Teror        |
| Open Bar                                    | 27 septembre 2013 | Cody Macfly pictures |
| Golden Shower                               | 21 février 2014   | Cody Macfly pictures |